# التهاب الكبد د
التهاب الكبد الفيروسي د أو فيروس الالتهاب الكبدى الوبائى د (بالإنجليزية: Hepatitis D)‏ هو نوع من التهابات الكبد الفيروسية ينتج عن فيروس التهاب الكبد ديلتا (إتش دي في). يعد الفيروس دلتا واحدًا من فيروسات التهاب الكبد الخمس المعروفة وهي: أيه وبي وسي ودي وهـ. يعتبر فيروس التهاب الكبد د تابعًا (نوع من العوامل تحت الفيروسية) لأنه لا يستطيع التكاثر إلا بوجود فيروس التهاب الكبد ب (إتش بي في). قد ينتقل فيروس التهاب الكبد د عبر العدوى المتزامنة مع فيروس التهاب الكبد ب (عدوى مشتركة) أو يتراكب على التهاب كبد ب مزمن أو حالة مريض حامل لالتهاب الكبد ب (عدوى إضافية).
تعد إصابة الفرد بفيروسي التهاب الكبد د وب معًا أكثر أنواع التهاب الكبد خطورة بسبب شدة المضاعفات. تشمل هذه المضاعفات احتمالًا أكبر لحصول فشل كبدي في العدوى الحادة وتطور سريع لتشمع الكبد، مع ارتفاع خطورة تطور سرطان الكبد في العدوى المزمنة. حين يجتمع التهاب الكبد د مع التهاب الكبد ب، يصبح معدل الوفيات بسبب فيروس د الأعلى بين جميع أنواع التهابات الكبد بنسبة تقدر بنحو 20%. أشار تقدير حديث عام 2020 إلى وجود 48 مليون إصابة بهذا المرض حاليًا.

## الانتقال
تتشابه طرق انتقال عدوى التهاب الكبد د مع التهاب الكبد ب. تقتصر العدوى إلى حد كبير على الأشخاص المعرضين لخطر الإصابة بالتهاب الكبد ب، وخاصة متعاطي المخدرات بالحقن والأشخاص الذين يتلقون مركزات عامل التخثر. يصاب بهذا المرض أكثر من 15 مليون شخص في جميع أنحاء العالم. يعتبر التهاب الكبد د نادرًا في معظم البلدان المتقدمة، ويرتبط في الغالب بتعاطي المخدرات عن طريق الوريد. لكن، يعد المرض أكثر شيوعًا في منطقة البحر الأبيض المتوسط المباشرة وأفريقيا جنوب الصحراء الكبرى والشرق الأوسط والجزء الشمالي من أمريكا الجنوبية. في المجمل، قد يكون نحو 20 مليون شخصًا مصابين بفيروس التهاب الكبد د.

## الأعراض
عندما يصاب المريض بعدوى الفيروس (د) والفيروس (ب) في نفس الوقت تسمى العدوى عدوى «متزامنة» (بالإنجليزية: co-infection)‏ وعندما تحدث الإصابة بفيروس (د) في أي وقت عند المريض المصاب بفيروس التهاب الكبد الوبائي (ب) تسمى عدوى «إضافية» (بالإنجليزية: super-infection)‏.
يجب وضع احتمال العدوى الإضافية بالفيروس (د) عند أي مريض بالتهاب الكبد الوبائي (ب) المزمن والذي يعاني من تطور سيئ ومفاجئ للمرض. وعادة يوجد سابقة أو سوابق للتعرض للدم الملوث، مثلا مدمن المخدرات عن طريق الحقن. وفي الحالات الحادة والشديدة بشكل خاص من التهاب الكبد الوبائي (ب) فإنه يوجد احتمال كبير بأن تكون هناك إصابة متزامنة بالفيروس[ ؟ ] (د).

## التشخيص
يتم تشخيص العدوى المتزامنة أو الإضافية للفيروس (د) عن طريق اختبار للكشف عن وجود الأجسام المضادة للفيروس (د).

## الوقاية
يقي لقاح التهاب الكبد ب من فيروس التهاب الكبد د بسبب اعتماد الأخير على وجود الأول حتى يتكاثر.
في غياب لقاح محدد ضد فيروس ديلتا، يجب إعطاء اللقاح ضد فيروس التهاب الكبد ب مباشرة بعد الولادة للمجموعات المعرضة للخطر.

## العلاج
يعتبر التهاب الكبد د عمومًا الفيروس السائد على التهاب الكبد ب إلا في حالات نادرة. تشمل العلاجات المطبقة حاليًا لالتهاب الكبد الوبائي د المزمن العلاج التقليدي أو العلاج بالبيغنتيرفيرون ألفا. تشير الأدلة الحديثة إلى أن البيغنتيرفيرون ألفا فعال في تقليل الحمل الفيروسي وإنقاص تأثير المرض خلال فترة إعطاء الدواء، لكن الفائدة تتوقف عمومًا عند إيقاف الدواء. لا تتجاوز كفاءة هذا العلاج عادة نحو 20% تقريبًا، وأُبلغ عن نكس متأخر بعد العلاج.
في مايو 2020، وافقت لجنة المنتجات الطبية ذات الاستخدام البشري التابع للوكالة الأوروبية للأدوية على استخدام المضاد الفيروسي هيبكلوديكس (بوليفيرتيد) لعلاج التهابي الكبد د وب. يربط البوليفيرتيد التميم الناقل للصوديوم والصفراء ويعطله، ما يمنع الفيروسين من الدخول إلى الخلية الكبدية.